# Christian Wiesner
Christian Wiesner (* 22. September 1981 in Würzburg) ist ein ehemaliger deutscher Fußballspieler.
Seine Laufbahn begann der gebürtige Unterfranke als Jugendlicher beim TSV Uettingen und beim Würzburger FV. 2001 erhielt Wiesner seinen ersten Profivertrag bei der SpVgg Ansbach 09 in der Regionalliga Süd. Nach zwei Jahren bei der Spvgg wechselte er zum 1. FC Nürnberg in die 2. Bundesliga und spielte in der Aufstiegself von 2004 dreimal, wurde dann aber nur noch in der unterklassigen Amateurmannschaft eingesetzt. 2005 wechselte er zur SpVgg Bayreuth, wo er in der Regionalliga Süd zu 23 Einsätzen und einem Tor kam. Er spielte in dieser Saison auch im Landesligateam der Bayreuther.
Nachdem der Verein 2006 aufgrund finanzieller Probleme keine Regionalligalizenz seitens des DFB erhalten hatte, fand der Außenverteidiger beim SV Darmstadt 98 einen neuen Arbeitsplatz. Bei den Lilien zählte Wiesner bis 2010 zum Regionalligakader, wo er 28 Spiele bestritt. Danach fand er keinen neuen Verein und blieb in den folgenden Saisons vereinslos, bis er 2013/14 zum SV98 zurückkehrte und einen Vertrag bei der 2. Mannschaft in der Verbandsliga unterschrieben hat. In der Saison 2014/15 spielte er für den 1. FC Eschborn in der Oberliga Hessen. Dort kam er auf 16 Einsätze. Ab 2015 spielte Wiesner beim FC Viktoria 09 Urberach, mit dem er 2016 von der Verbandsliga Hessen Süd in die Hessenliga aufstieg.